# محمد دلجو (شطرنج‌باز)
محمد دلجو (متولد ۲ فروردین ۱۳۵۱)، شطرنج‌باز ایرانی و عضو سابق تیم ملی شطرنج ایران می‌باشد، که در سال ۱۳۷۵ قهرمان شطرنج ایران شد.
او هم اکنون به عنوان مربی بین المللی به مربیگری شطرنج می پردازد و از سال ۲۰۱۹ به عنوان داور فدراسیون جهانی شطرنج فعالیت دارد.